# Pandemia de COVID-19 en San Cristóbal y Nieves
Se confirmó que la pandemia de COVID-19 había alcanzado a San Cristóbal y Nieves el 25 de marzo de 2020. Hasta el 24 de diciembre de 2020 se han confirmado 30 casos, de los cuales ningún fallecido y 26 recuperados. 

## Fondo
En diciembre de 2019 se identificó un nuevo coronavirus que causó una enfermedad respiratoria en la ciudad de Wuhan, provincia de Hubei, China, y se informó a la Organización Mundial de la Salud (OMS) el 31 de diciembre de 2019, que confirmó su preocupación el 12 de enero de 2020. La OMS declaró el brote de una Emergencia de Salud Pública de Importancia Internacional el 30 de enero y una pandemia el 11 de marzo.
La tasa de letalidad de COVID-19  es mucho menor que la del SARS, una enfermedad relacionada que surgió en 2002, pero su transmisión ha sido significativamente mayor, lo que ha provocado un número total de muertes mucho mayor.
| Casos de COVID-19 en San Cristóbal y Nieves Muertes Recuperaciones Casos activos marabrmayjunjulagosepoctnovdicÚltimos 15 días | Casos de COVID-19 en San Cristóbal y Nieves Muertes Recuperaciones Casos activos marabrmayjunjulagosepoctnovdicÚltimos 15 días | Casos de COVID-19 en San Cristóbal y Nieves Muertes Recuperaciones Casos activos marabrmayjunjulagosepoctnovdicÚltimos 15 días | Casos de COVID-19 en San Cristóbal y Nieves Muertes Recuperaciones Casos activos marabrmayjunjulagosepoctnovdicÚltimos 15 días | Casos de COVID-19 en San Cristóbal y Nieves Muertes Recuperaciones Casos activos marabrmayjunjulagosepoctnovdicÚltimos 15 días |
| --- | --- | --- | --- | --- |
| Fecha | Fecha | | N.º de casos | N.º de casos |
| 2020-03-27 | 2020-03-27 | | 2(—) | 2(—) |
| 2020-03-28 | 2020-03-28 | | 2(=) | 2(=) |
| 2020-03-29 | 2020-03-29 | | 7(+250%) | 7(+250%) |
| 2020-03-30 | 2020-03-30 | | 8(+14%) | 8(+14%) |
| ⋮ | ⋮ | | 8(=) | 8(=) |
| 2020-04-02 | 2020-04-02 | | 9(+12%) | 9(+12%) |
| 2020-04-03 | 2020-04-03 | | 9(=) | 9(=) |
| 2020-04-04 | 2020-04-04 | | 10(+11%) | 10(+11%) |
| 2020-04-05 | 2020-04-05 | | 10(=) | 10(=) |
| 2020-04-06 | 2020-04-06 | | 11(+10%) | 11(+10%) |
| ⋮ | ⋮ | | 11(=) | 11(=) |
| 2020-04-10 | 2020-04-10 | | 12(+9,1%) | 12(+9,1%) |
| ⋮ | ⋮ | | 12(=) | 12(=) |
| 2020-04-14 | 2020-04-14 | | 14(+17%) | 14(+17%) |
| ⋮ | ⋮ | | 14(=) | 14(=) |
| 2020-04-20 | 2020-04-20 | | 15(+7,1%) | 15(+7,1%) |
| 2020-04-21 | 2020-04-21 | | 15(=) | 15(=) |
| 2020-04-22 | 2020-04-22 | | 15(=) | 15(=) |
| 2020-04-23 | 2020-04-23 | | 15(=) | 15(=) |
| 2020-04-24 | 2020-04-24 | | 15(=) | 15(=) |
| 2020-04-25 | 2020-04-25 | | 15(=) | 15(=) |
| 2020-04-26 | 2020-04-26 | | 15(=) | 15(=) |
| 2020-04-27 | 2020-04-27 | | 15(=) | 15(=) |
| 2020-04-28 | 2020-04-28 | | 15(=) | 15(=) |
| ⋮ | ⋮ | | 15(=) | 15(=) |
| 2020-05-04 | 2020-05-04 | | 15(=) | 15(=) |
| 2020-05-05 | 2020-05-05 | | 15(=) | 15(=) |
| 2020-05-06 | 2020-05-06 | | 15(=) | 15(=) |
| 2020-05-07 | 2020-05-07 | | 15(=) | 15(=) |
| 2020-05-08 | 2020-05-08 | | 15(=) | 15(=) |
| 2020-05-09 | 2020-05-09 | | 15(=) | 15(=) |
| ⋮ | ⋮ | | 15(=) | 15(=) |
| 2020-05-19 | 2020-05-19 | | 15(=) | 15(=) |
| ⋮ | ⋮ | | 15(=) | 15(=) |
| 2020-06 | 2020-06 | | 15(=) | 15(=) |
| ⋮ | ⋮ | | 15(=) | 15(=) |
| 2020-07-04 | 2020-07-04 | | 16(+6,7%) | 16(+6,7%) |
| ⋮ | ⋮ | | 16(=) | 16(=) |
| 2020-07-09 | 2020-07-09 | | 17(+6,2%) | 17(+6,2%) |
| ⋮ | ⋮ | | 17(=) | 17(=) |
| 2020-07-29 | 2020-07-29 | | 17(=) | 17(=) |
| ⋮ | ⋮ | | 17(=) | 17(=) |
| 2020-08-10 | 2020-08-10 | | 17(=) | 17(=) |
| ⋮ | | | | |
| 2020-09-21 | 2020-09-21 | | 19(—) | 19(—) |
| ⋮ | | | | |
| 2020-10-07 | 2020-10-07 | | 19(—) | 19(—) |
| ⋮ | | | | |
| 2020-11-22 | 2020-11-22 | | 20(—) | 20(—) |
| 2020-11-23 | | | | |
| 2020-11-24 | 2020-11-24 | | 22(—) | 22(—) |
| ⋮ | | | | |
| 2020-12-04 | 2020-12-04 | | 25(—) | 25(—) |
| ⋮ | | | | |
| 2020-12-07 | 2020-12-07 | | 25(—) | 25(—) |
| 2020-12-08 | | | | |
| 2020-12-09 | 2020-12-09 | | 25(—) | 25(—) |
| 2020-12-10 | 2020-12-10 | | 26(+4%) | 26(+4%) |
| 2020-12-11 | 2020-12-11 | | 27(+3,8%) | 27(+3,8%) |
| ⋮ | | | | |
| 2020-12-14 | 2020-12-14 | | 28(—) | 28(—) |
| ⋮ | | | | |
| 2020-12-17 | 2020-12-17 | | 28(—) | 28(—) |
| 2020-12-18 | 2020-12-18 | | 30(+7,1%) | 30(+7,1%) |
| 2020-12-19 | | | | |
| 2020-12-20 | 2020-12-20 | | 30(—) | 30(—) |
| ⋮ | | | | |
| 2020-12-24 | 2020-12-24 | | 30(—) | 30(—) |
| Fuente sacada de: Daily Reports COVID-19 @ gov.kn                                                                              | | | | |

## Cronología

### Marzo 2020
El 24 de marzo, un hombre de 21 años y una mujer de 57 años que llegaron desde Nueva York, Estados Unidos se convirtieron en los dos primeros casos confirmados de COVID-19.
El 28 de marzo, se registró 5 casos adicionales de COVID-19, ascendiendo el número total a 7 casos.
El 29 de marzo de 2020, se registró un caso adicional de COVID-19, ascendiendo el número total a 8 casos.[cita requerida]
El 31 de marzo de 2020, entró en vigor un encierro total. Desde las 19:00 de ese día hasta las 06:00 del 3 de abril, hay un toque de queda las 24 horas. El encierro se extendió más tarde a las 07:00 del 9 de abril, y se extendió hasta el 18 de abril con dos días de bloqueo parcial con el fin de comprar bienes esenciales. El cierre se amplió una vez más hasta el 25 de abril.

### Abril 2020
El 1 de abril, se registró un caso adicional de COVID-19, ascendiendo el número total a 9 casos.
El 4 de abril, se registró un caso adicional de COVID-19, ascendiendo el número total a 10 casos.
El 6 de abril, se registró un caso adicional de COVID-19, ascendiendo el número total a 11 casos.
El 10 de abril, se registró un caso adicional de COVID-19, ascendiendo el número total a 12 casos.
El 14 de abril, se registró 2 casos adicionales de COVID-19, ascendiendo el número total a 14 casos.
El 27 de abril, los días lunes, martes y viernes, se les permitió a las personas salir de su casa para los negocios esenciales entre las 06:00 y las 19:00. El uso de máscaras faciales es obligatorio.

### Mayo 2020
El 3 de mayo, se informó de que 2.000 personas habrán recibido beneficios del Fondo de Socorro de Emergencia COVID-19. Las personas que no calificaron en abril seguirán beneficié.
El 8 de mayo, se anunció que habrá un toque de queda de 24 horas el sábado 9 de mayo y el domingo 10 de mayo.
El 19 de mayo, todos los casos de COVID-19 se habían recuperado.

### Julio 2020
El 4 de julio, se registró un caso adicional de COVID-19, ascendiendo el número total a 15 casos.

### Agosto 2020
El 10 de agosto, el último caso activo se recuperó y no había casos activos de COVID-19.

### Septiembre 2020
El 21 de septiembre, se registró 2 casos adicionales de COVID-19, ascendiendo el número total a 19 casos.

### Octubre 2020
El 7 de octubre, se recuperó uno de los casos de COVID-19.

### Noviembre 2020
El 22 de noviembre, se registró un caso adicional de COVID-19, ascendiendo el número total a 20 casos.
El 24 de noviembre, se registró 2 casos adicionales de COVID-19, ascendiendo el número total a 22 casos.

### Diciembre 2020
El 4 de diciembre, se registró 3 casos adicionales de COVID-19, ascendiendo el número total a 25 casos. También se confirmó un nuevo recuperado.
El 7 de diciembre, uno de los casos activos se había recuperado de COVID-19.[cita requerida]
El 9 de diciembre, dos de los casos activos se habían recuperado de COVID-19.[cita requerida]
El 10 de diciembre, se registró un caso adicional de COVID-19, ascendiendo el número total a 26 casos.
El 11 de diciembre, se registró un caso adicional de COVID-19, ascendiendo el número total a 27 casos.
El 14 de diciembre, se registró un caso adicional de COVID-19, ascendiendo el número total a 28 casos.[cita requerida]
El 17 de diciembre, uno de los casos activos se había recuperado de COVID-19.[cita requerida]
El 18 de diciembre, se registró 2 casos adicionales de COVID-19, ascendiendo el número total a 30 casos.
El 20 de diciembre, uno de los casos activos se había recuperado de COVID-19.[cita requerida]
El 24 de diciembre, uno de los casos activos se había recuperado de COVID-19.[cita requerida]